# Loriini
Loriini je tribus loriů, charmozinu a viniů. Někteří biologové uznávají pouze rod loriové, avšak současné dělení bere tribus Loriini jako podřazený taxon k čeledi Psittaculidae.

## Popis
Jedná se o střední až velké exotické papoušky, pro něž je charakteristický i zašpičatělý jazyk s jemnými papilami, pomocí kterého získávají z rostlin nektar. Mimo jiné se živí i pylem a pokud není zbytí tak i masem. Jedná se o chovatelsky atraktivní ptáky, která často uvidíme v klecích chovatelů, především druhy z rodu Trichoglossus, kteří jsou obzvláště pestří. Naopak méně známí jsou všichni charmozini z rodu Charmosyna. Pravděpodobně nejznámějším druhem je lori mnohobarevný, který byl jako jeden z prvních popsán Johnem Gouldem v jeho první publikace Papoušci světa.

## Výskyt a ohrožení

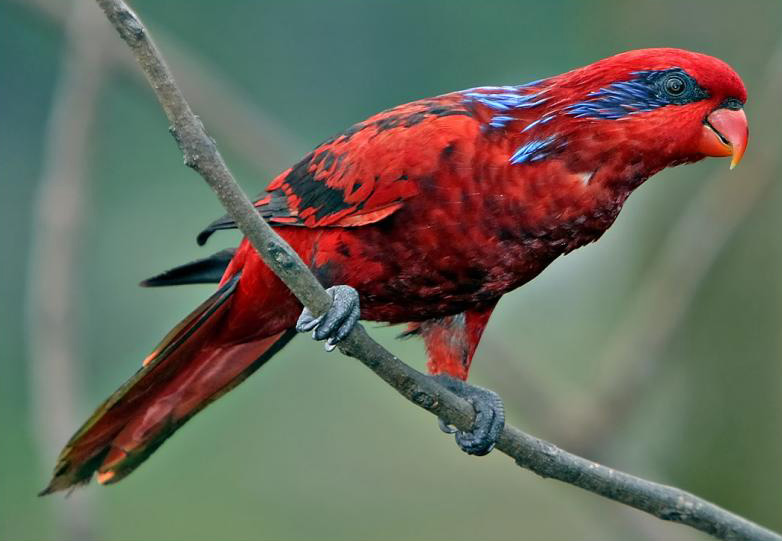
Lori čárkovaný

Co se týče výskytu, pak můžeme tyto ptáky hledal od Austrálie a Tasmánie až po jihovýchodní Asii.
Většina druhů je buďto málo dotčená nebo téměř ohrožená, avšak nejhorší stavy populace jsou zaznamenávány u druhu vini modrý, který se řadí mezi 50 nejvzácnějších papoušků světa. Dále také vini běloprsý a lori modrouchý jsou klasifikováni jako zranitelné druhy.

## Rody
- Chalcopsitta (lori), například lori černý
- Charmosyna (charmozin), například charmozin nádherný
- Eos (lori), například lori červený
- Glossopsitta (lori), například lori malý
- Lorius (lori), například lori červenolící
- Neopsittacus (lori), například lori smaragdový
- Oreopsittacus (lori), monotypický rod
- Phigys (lori), monotypický rod
- Pseudeos (lori), monotypický rod
- Psitteuteles (lori), například lori fialovolící
- Trichoglossus (lori), například lori mnohobarvý
- Vini (vini), například vini modrotemenný